# The Beatles Anthology
The Beatles Anthology é um documentário feito para a televisão, uma série de álbuns e um livro feito a respeito do grupo de rock inglês The Beatles.

## Especial da Televisão
A série feita para a televisão foi produzida pela Apple Corps e pela Televisão Granada. Os integrantes sobreviventes dos Beatles, Paul McCartney, George Harrison e Ringo Starr, se reuniram a partir de 1994 para gravar entrevistas que foram juntadas às primeiras entrevistas de John Lennon (morto em 1980) onde eles contaram a história completa do grupo. Várias imagens inéditas dos Beatles foram adicionadas ao documentário, incluindo diversos arquivos em vídeo, para ilustrar a história, muitas delas, nunca divulgadas até então.
Nos Estados Unidos, o documentário foi transmitido entre 19 e 21 de novembro de 1995 pela rede ABC. Em 1996, ele foi lançado em VHS contendo oito vídeos com duração de oito horas e em 2001, foi lançado em DVD contendo cinco DVDS, com o quinto disco, trazendo material bônus, um deles, uma jam session acústica com os três membros remanescentes, McCartney, Starr e Harrison, tocando na casa de um deles e recordando sobre os velhos tempos.
No Brasil, o documentário foi exibido pela Rede Globo.
Em Portugal coube à RTP a emissão da série documental.

## O livro
Em outubro de 2000, o livro foi lançado contendo entrevistas dos integrantes da banda, assim como também de outras pessoas que fizeram parte de sua história e mais várias fotos inéditas.

## Os álbuns
Foram lançados três álbuns duplos, onde foram incluídas algumas músicas inéditas e outras músicas já conhecidas mas em versões diferentes das anteriormente lançadas. Dentre as músicas inéditas, a maioria foram gravadas na época que a banda estava junta mas não haviam sido lançadas. Porém duas músicas foram mixadas especialmente para os álbuns.
Conteúdo:
- No álbum Anthology 1: músicas gravadas para a Decca Records, músicas da época do Quarrymen e a música mixada Free as a Bird, além de versões diferentes dos quatro primeiros álbuns dos Beatles.
- No álbum Anthology 2: versões diferentes e músicas que ficaram de fora dos álbuns Help, Rubber Soul, Revolver e Sgt. Pepper's Lonely Hearts Club Band, além da música mixada "Real Love".
- No álbum Anthology 3: versões diferentes e músicas que ficaram de fora dos três últimos álbuns dos Beatles.

## Multimedia
- «Making Of da serie»